# Golden foot
«Golden foot» — щорічна футбольна нагорода. Вручається футболістам, які досягли віку не менше 29 років, за вагомий внесок в історію футболу та які мають значні досягнення в футболі. Нагорода вручається тільки активним гравцям, які ще не закінчили кар'єру, і її можна отримати тільки один раз.

## Процедура
Вперше церемонія нагородження відбулася 2003 року, переможцем став Роберто Баджо. Десять номінантів вибираються групою міжнародних журналістів, після чого відбувається інтернет-голосування, за результатами якого визначається володар нагороди. Голосувати можуть всі охочі, які зареєстровані на офіційному сайті. Нагородження проводиться в Монако, де створена алея слави футбольних зірок. Тут кожен переможець залишає відбиток своєї стопи. Також кожного року відбитки своїх ніг залишають зірки світового футболу, які вже закінчили кар'єру.

## Лауреати
| Рік  | Країна      | Гравець               | Клуб              |
| ---- | ----------- | --------------------- | ----------------- |
| 2003 | Італія      | Роберто Баджо         | Брешія            |
| 2004 | Чехія       | Павел Недвед          | Ювентус           |
| 2005 | Україна     | Андрій Шевченко       | Мілан             |
| 2006 | Бразилія    | Роналду               | Реал Мадрид       |
| 2007 | Італія      | Алессандро Дель П'єро | Ювентус           |
| 2008 | Бразилія    | Роберто Карлос        | Фенербахче        |
| 2009 | Бразилія    | Роналдінью            | Мілан             |
| 2010 | Італія      | Франческо Тотті       | Рома              |
| 2011 | Уельс       | Раян Гіггз            | Манчестер Юнайтед |
| 2012 | Швеція      | Златан Ібрагімович    | Парі Сен-Жермен   |
| 2013 | Кот-д'Івуар | Дідьє Дрогба          | Галатасарай       |
| 2014 | Іспанія     | Андрес Іньєста        | Барселона         |
| 2015 | Камерун     | Самюель Ето'о         | Антальяспор       |
| 2016 | Італія      | Джанлуїджі Буффон     | Ювентус           |
| 2017 | Іспанія     | Ікер Касільяс         | Порту             |
| 2018 | Уругвай     | Едінсон Кавані        | Парі Сен-Жермен   |
| 2019 | Хорватія    | Лука Модріч           | Реал Мадрид       |
| 2020 | Португалія  | Кріштіану Роналду     | Ювентус           |
| 2021 | Єгипет      | Мохамед Салах         | Ліверпуль         |
| 2022 | Польща      | Роберт Левандовський  | Барселона         |